# Eurobond (Euromarkt-Anleihe)
Eurobonds sind Anleihen mittlerer und längerer Laufzeit, die für den internationalen Kapitalmarkt (Euromarkt) platziert werden und von einem anderen Land emittiert werden als dem Land, aus dem die Währung stammt, in der sie aufgelegt werden. Die Bezeichnung Eurobond steht in keinem Zusammenhang mit der europäischen Gemeinschaftswährung Euro.
Die Emission erfolgt in der Regel in Form von Inhaberschuldverschreibungen durch internationale Bankkonsortien; dominierende Anleihewährungen sind US-Dollar, Yen, Schweizer Franken, Pfund Sterling sowie Euro. Schuldner sind private Unternehmen von hoher Bonität, Staaten u. a. öffentliche Körperschaften sowie supranationale Institutionen.
Die Eurobonds umfassen sowohl konventionelle als auch zinsvariable Anleihen, Nullkuponanleihen, Doppelwährungsanleihen und Wandelanleihen.
Die Einführung von Eurobonds lässt sich zum Teil auf die 1963 in den USA eingeführte Interest Equalization Tax (IET) zurückführen, die Anleger in den USA davon abhalten sollte, in ausländische Anleihen zu investieren, indem ausländische Zinseinkünfte mit einer Quellensteuer belastet wurden. Als vorteilhaft für die Emittenten, zumeist große multinationale Unternehmen wie beispielsweise McDonald’s, Nestlé oder Volkswagen, erweisen sich die vergleichsweise niedrigen Registrierungspflichten als auch die Möglichkeit, Projekte in der Währung zu finanzieren, in der sie umgesetzt werden, und damit das Währungsrisiko zu verringern. Der erste Eurobond der 1963 an der Börse Luxemburg notiert wurde, war eine Anleihe mit einem Ausgabevolumen von 15 Millionen US-Dollar und fünfzehnjähriger Laufzeit der Autostrade (Concessioni e Construzioni Autostrade SpA) zur Finanzierung des italienischen Autobahnnetzwerks.